# 昭和歌謡ベストテン
『昭和歌謡ベストテン』（しょうわかようベストテン）は、2016年（平成28年）10月13日から2018年（平成30年）9月27日までBS-TBSにて放送された音楽番組。毎週木曜日の21:00 - 21:54（JST）に放送されていた。

## 概要
本番組は、TBS系列で1978年（昭和53年）1月から1989年（平成元年）9月まで放送されていたランキング形式の音楽番組『ザ・ベストテン』をベースに、1940年代後半から1980年代にかけての昭和時代の流行歌に限定し、毎回一つのテーマで60歳以上の視聴者からのアンケートやリクエストはがきなどによりランキングを発表する。ゲスト歌手による歌や、その歌手の代表曲誕生のエピソードなども紹介する。
放送時間も、かつて『ザ・ベストテン』の放送曜日であった木曜日の21時台に設定されていた。
2018年9月27日をもって番組は終了し、翌週10月4日からは後番組として新音楽番組『LIVE ON! うた好き☆ショータイム』が放送開始された。
2020年4月9日からは1年半ぶりの新シリーズとなる『昭和歌謡ベストテンDX』として復活。それに先駆けて、同年4月2日には『昭和歌謡ベストテンDX 直前スペシャル』が放送された。

## 出演
司会
- 関根勤
- 長峰由紀（TBSアナウンサー）

## 主なカテゴリー
- 青春歌謡
- ムード歌謡
- デュエットソング
- ご当地ソング

など